# Burgui – Burgi
Burgui – Burgi település Spanyolországban, Navarra autonóm közösségben. Burgui – Burgi Navascués-Nabaskoze, Gallués–Galoze, Vidángoz – Bidankoze, Roncal – Erronkari, Garde és Salvatierra de Esca községekkel határos. Lakosainak száma 190 fő (2024).

## Népesség
A település népessége az elmúlt években az alábbi módon változott:
| Lakosok száma | 240  | 236  | 229  | 235  | 236  | 229  | 216  | 207  | 193  | 190  |
|               | 2001 | 2004 | 2006 | 2009 | 2011 | 2014 | 2016 | 2019 | 2021 | 2024 |